# بق مروح
بق مُرَوِّحٌ أو زكرونة (الاسم العلمي: Zicrona)، جنس حشرات بقية من فصيلة خماسيات الفصلات. وصفت من قبل تشارلز جان بابتيست أميوت وجان غيوم أودينت سيرفيل.